# Odysseus
För romanen av James Joyce, se Odysseus (roman).

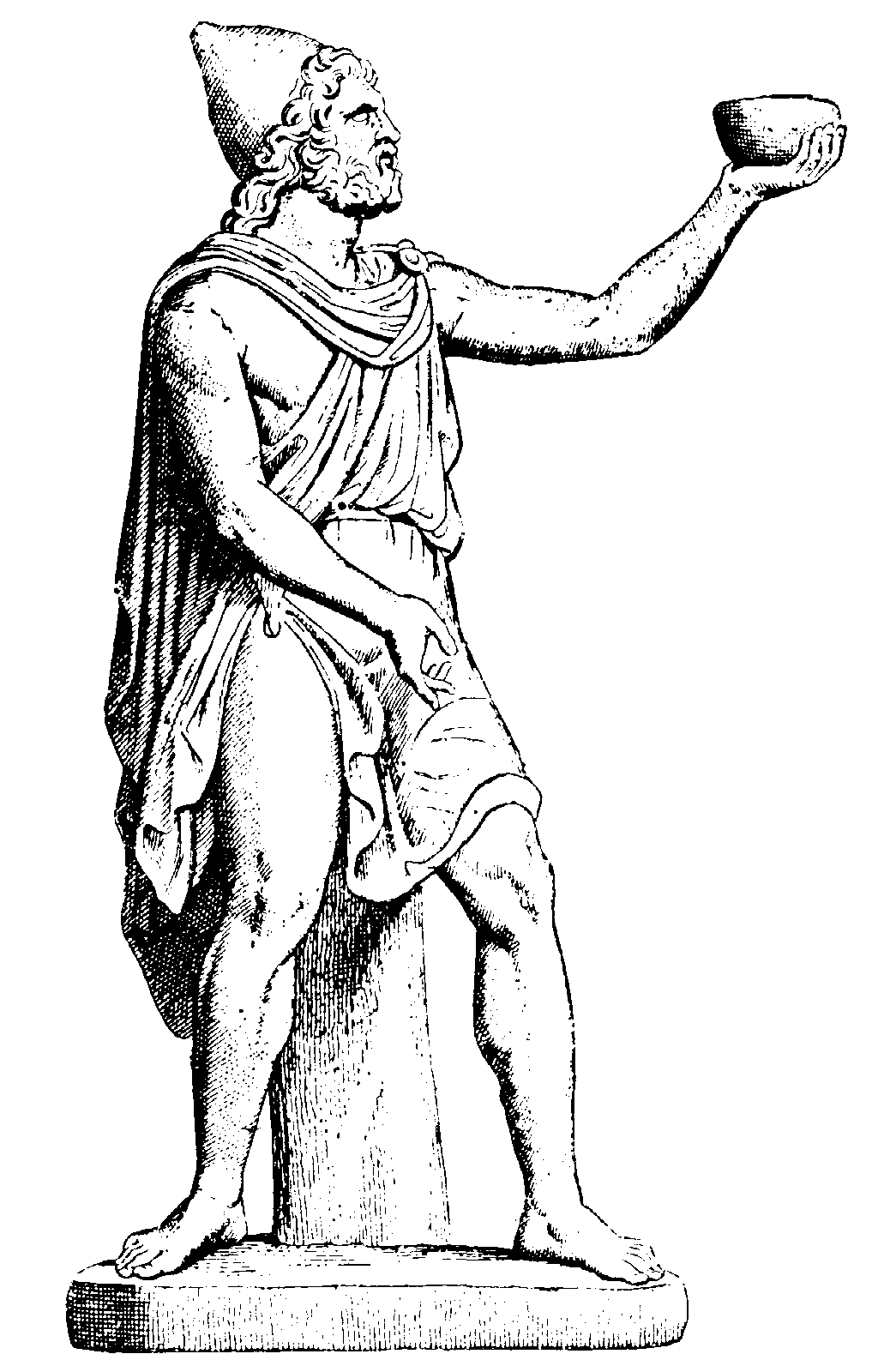
Odysseus bjuder cyklopen vin. Statyett från Vatikanen

Odysseus (svenskt uttal: /odyssevs/; på latin benämnd Ulysses eller Ulixes) var i grekisk mytologi en berömd sagohjälte och kung över Ithaka och de närmast kringliggande öarna utanför Greklands västra kust. Han är huvudpersonen i den stora homeriska hjältedikt som efter honom bär namnet Odysséen samt en av de viktigaste personerna i Iliaden. 
Odysseus var son till Laertes och Antikleia, dotterson till Autolykos och gift med Penelope. Med henne fick han sonen Telemachos.
Till deltagande i trojanska kriget förde han på tolv skepp krigarskarorna från sitt rike och var en bland de främsta kämparna. Iliaden skildrar honom som tapper i striden, men i synnerhet utmärkte han sig genom beslutsam uthållighet i förening med en hög grad av listig förslagenhet.
Under hemfärden från Troja (Ilion) efter krigets slut upplevde Odysseus många och märkvärdiga äventyr som skildras i Odysséen. Efter tio års irrfärder återsåg han sitt fädernesland och återförenades med sin familj.
I konsten avbildas han ofta med sjömäns toppiga huvudbonad.